# كازوكي ياماغوتشي (لاعب كرة قدم)
كازوكي ياماغوتشي (باليابانية: 山口和樹) هو لاعب كرة قدم ياباني، ولد في 15 مايو 1995 في ناغويا في اليابان. لعب مع شونان بلمار.

## وصلات خارجية
- كازوكي ياماغوتشي على موقع رابطة كرة القدم اليابانية للمحترفين (اليابانية)
- كازوكي ياماغوتشي على موقع قاعدة بيانات كرة القدم.إي يو (الإنجليزية)
- كازوكي ياماغوتشي على موقع Soccerway.com (الإنجليزية)
- كازوكي ياماغوتشي على موقع عالم كرة القدم.نت (الإنجليزية)